# Liverpool (Nowa Szkocja)
Liverpool (1604–1760 Port Rossignol) – miejscowość (community; 1897–1996 miasto) w kanadyjskiej prowincji Nowa Szkocja, w hrabstwie Queens, u ujścia Mersey River. Według spisu powszechnego z 2016 obszar miejski (population centre) Liverpool to: 3,61 km², a zamieszkiwało wówczas ten obszar 2549 osób.
Miejscowość, która powstała na obszarze zwanym w języku mikmak Ogukegeok, czyli „miejsce wyjazdu” (port), od 1604 nosiła nadane przez Samuela de Champlaina na cześć kapitana Jeana Rossignola miano Port Rossignol, by po zasiedleniu w latach 1760–1763 przez osadników z Nowej Anglii (Nantucket, Cape Cod) przyjąć nazwę współczesną (pochodzącą od angielskiego Liverpoolu) i jako ważny ośrodek korsarstwa pełnić nie mniej znaczącą rolę w wojnach przełomu XVIII i XIX w. (rewolucja amerykańska, wojny napoleońskie), w 1897 otrzymała status miasta (town), który utraciła w 1996 w wyniku utworzenia regional municipality Queens.
Według spisu powszechnego z 1996 obszar miasta (town) to: 3,26 km², a zamieszkiwało wówczas ten obszar 3048 osób.